# جمرة (فلم 2015)
جمرة هو فيلم إثارة هندي باللغة المالايالامية عرض في عام 2015 ومن إخراج م. بادماكومار وتأليف س. سوريش بابو. الفيلم من بطولة موهنلال وأنوب مينون وأتول كولكارني وبراتاب بوثان وهاني روز وشيلو أبراهام ونيكيتا ثوكرال. تم إنتاج الفيلم من قبل أفلام أبام بالتعاون مع سينما آشيرفاد. أوسباشان وفينو توماس قاما بتأليف الموسيقى التصويرية. بدأ التصوير الرئيسي في مايو 2015 في كوتشي وانتهى في أغسطس. كانت كوتشي وحيدر آباد وكاروار وغوا وقطر مواقع التصوير. الفيلم عرض في الهند في 22 أكتوبر 2015.

## القصة
تحدد القصة على خلفية الركود العالمي في الإمارات العربية المتحدة. القصة تدور حول الإثارة - مؤامرة الانتقام التي نتجت عن الركود. تستكشف القصة الطبيعة الأساسية للقسوة والمحبة في الطبيعة البشرية من خلال حياة أربعة أفراد: جون ديفيد (موهنلال) وأنانثارامان (أنوب مينون) وراغوشاندران (براتاب بوثان) وكوروفيلا ماثيو (أتول كولكارني).

## البطولة
- موهنلال في دور جون ديفيد
- أنوب مينون في دور أنانثارامان
- أتول كولكارني في دور كوروفيلا ماثيو
- خوسيه في دور جوزيف
- براتاب بوثان في دور هيلتوب راغو
- هاني روز في دور آنا
- نيكيتا ثوكرال في دور رينو كوروفيلا
- شيلو إبراهيم في دور ريفاثي
- إينوسينت في دور ناتيسان
- سانثوش كيزاتور كصديق أنانثارامان
- أمبيكا موهان
- صادق
- كوتشو بريمان
- أنجالي أنيش أوباسانا
- بالاجي سارما في دور سوباش سائق كوروفيلا ماثيو
- أكشارا كيشور في دور بارفاثي

## الإنتاج

### التنمية والتمثيل
تم الإعلان عن الفيلم رسميا في نهاية يناير 2015 الذي قيل أنه قصة ثأر من نوع الثأر تدور حول شخصين مع روح انتقامية. موهانلال وبادماكومار وسوريش بابو تعاونوا للمرة الثانية بعد شيكار (2010) الذي تدور قصته عن الثأر أيضا. في بداية فبراير 2015 قال م. بادماكومار لصحيفة تايمز أوف إينديا أنه يريد تصوير الفيلم بطريقة واقعية: «جمرة يدور حول شخصين عالقين في دبي ومتأثرين بالركود والآن يعودون إلى بلادهم ولا يشتركان في نمط حياة مماثل ولديهما تجارب مختلفة في دبي وما يحدث بعد اجتماعهما في ولاية كيرلا الذي يشكل قصة المؤامرة». بدأ تصوير الفيلم في أغسطس 2015. في مايو 2015 شرح بادماكومار كذلك هذا الموضوع: «تتكشف القصة أثناء رحلة القطار بلقاء شخصان مجهولان في القطار وكيف تغير هذه الرحلة حياتهما لتشكيل مؤامرة». وفقا لبادماكومار عن شخصية موهانلال: «سيكون هناك اختلافات متعددة في حياته حيث سيحصل الفيلم على ثلاث إلى أربع مراحل من حياته». يتم تسويق الفيلم مع شعار «كل نهاية لديها بداية قديمة».
كان سيقوم ممثل شاب ذو شعبية بلعب دور البطولة جنبا إلى جنب مع موهانلال في دور مماثل بنفس القدر. طلب فريق الإنتاج اقتراحات لأسماء من الجمهور من خلال المنصات الاجتماعية. ظهرت أسماء مضبوطة من بريثفيراج سوكوماران ودولكر سلمان. أخيرا تم اختيار أنوب مينون. بعد أن روى الكاتب سوريش بابو السيناريو إلى أنوب كان يوقع على الفور على المشروع بعد مشاعره حول الفيلم. أنوب الذي كان قد أدى سابقا أدوار صغيرة في بعض أفلام موهنلال سيقوم بدور بنفس مساحة دوره. أعلن أنوب الأخبار من خلال صفحته على فيسبوك في 3 مايو. سيؤدي أيضا أتول كولكارني دور الشرير الرئيسي. أفيد أنه سيؤدي دورا مكثفا وسيكون منافضا. نيكيتا ثوكرال سيعود إلى موليوود من خلال التمثيل في هذا الفيلم. كانت هذه هي المرة الأولى التي تعمل فيها مع موهانلال. قالت نيكيتا بأن لديها مشاهد مع موهنلال وكولكارني في إطار مثلث حب. أكملت تصوير مشاهدها في ولاية كيرلا في يونيو 2015. شاركت «هوني روز» في التمثيل مع موهنلال للمرة الأولى ولعبت دور زوجته التي تعمل معلمة في مدرسة دولية مقرها الدوحة. تم تصوير عدة مشاهد في الشرق الأوسط. إينوسينت لعب دور صاحب بار الذي يبحث عن حجر الثعبان للهروب من سوء حظه.

### التصوير

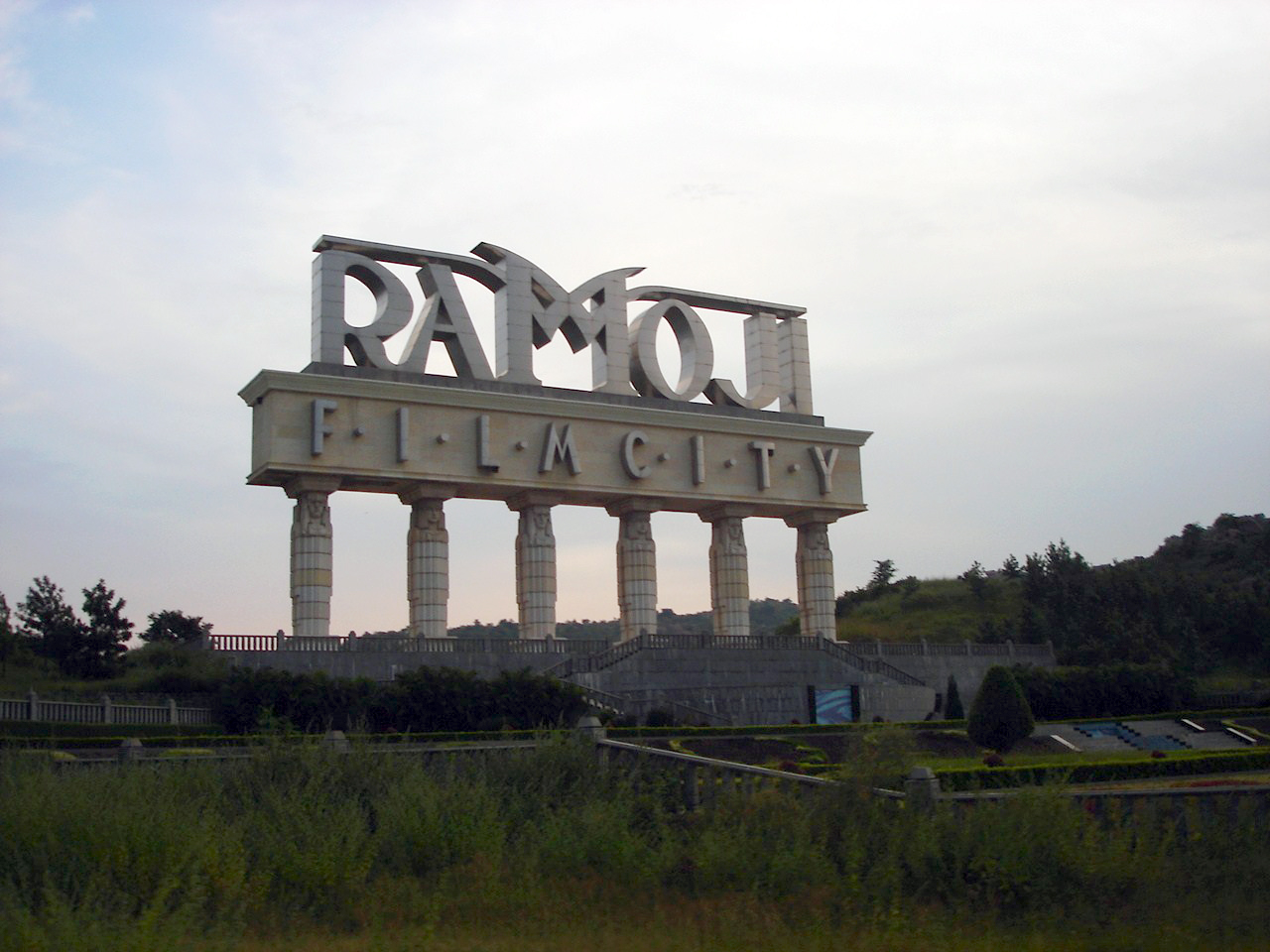
مدينة راموجي للإنتاج السينمائي.

تم البدء في تصوير الفيلم في 21 مايو 2015 بمناسبة عيد ميلاد موهانلال. لكن موهانلال لم يكن حاضرا في هذا الحدث لأنه كان في عطلة قصيرة في اليابان بعد مواعيده الطويلة للسينما. بدأ التصوير الرئيسي في 22 مايو 2015 في كوتشي. كان من المفترض أن يبدأ التصوير في الأسبوع الأول من شهر يونيو ولكن تم تأجيله بسبب سبب لم يكشف عنه. انضم موهنلال إليهم في 26 مايو.
في يونيو 2015 صورة يظهر فيها موهنلال يقوم بتقبيل الممثل إينوسينت في خده داخل مقصورة القطار كان معاد من مشهد سينمائي من عام 1990 لفيلم مالايالامي بريد مدراس رقم 20 استقبالا حسنا في خدمة الشبكة الاجتماعية. تم التصوير داخل مدينة راموجي للسينما، حيدر آباد. تم الانتهاء من أول جدول في حيدر آباد حيث كانت مدينة راموجي السينمائية موقعا رئيسيا. الجدول الثاني الذي يدور في كوتشي ظهر بشكل رئيسي للجهات الفاعلة بما في ذلك أنوب مينون وشيلو أبراهام وهاني روز.
كان آخر جدول زمني في قطر. بعد الحصول على التصاريح بدأ الفريق في التصوير في الدوحة وفقا للجدول الزمني في 17 يوليو 2015. تم التصوير في مواقع في كورنيش الدوحة وجزيرة البنانا ومنتجع سيلين بيتش في مسيعيد. كانت المدرسة الهندية والمستشفى أيضا جزءا من التصوير. حول مواقع التصوير تحدث بادماكومار لصحيفة قطر تريبيون: «لم يظهر جمال الدوحة بالكاد في الأفلام الهندية لذلك اخترنا بعض المواقع الجميلة لتصوير الفيلم». استمر التصوير هناك لمدة أسبوعين. تم تصوير الفيلم في 6 أغسطس 2015 في الدوحة.

### فيما بعد الإنتاج
في سبتمبر 2015 تم الانتهاء من جميع أعمال ما بعد الإنتاج تقريبا مع ترك فقط جزء من دوبلاج موهانلال كما كان يعمل في فيلم آخر. بحلول ذلك الوقت أصدر فريق الإنتاج ملصق الفيلم الأول في 8 سبتمبر 2015 عبر يوتيوب. كانت هذه هي المرة الأولى التي يصدر فيها فيلم موهنلال ملصق كجزء من العمل الترويجي. يظهر أكثر من 9 ثوان موهنلال في خلفية المدينة الشرق الأوسطية الدوحة التي تم عرضها مع شعار «كل نهاية لديها بداية قديمة».

## الموسيقى
تم تأليف الموسيقى من قبل موزيك 247 في 17 سبتمبر 2015 في حدث نظم في فندق ترافانكور كورت، كوتشي في الساعة 7 مساء. ألف ألبوم الموسيقى التصويرية أوسيباتشان وفينو توماس («أورو فينال كاتاي») وكتب الكلمات الدكتور مادو فاسوديفان وبراكاش مارار. ظهرت خمس أغنيات أربعة منها من تأليف أوزيباشان والخامسة من تأليف فينو توماس. كان المخرجون جوشي وكمال وثامبي كانامثانام ضيوفا خاصين في هذه الوظيفة. في حضور طاقم الفيلم والضيوف المدعوين الآخرين أطلق جوشي الموسيقى.
أطلقت أول أغنية فيديو «أورو فينال كاتاي» على الإنترنت من قبل موزيك 247 في 7 أكتوبر مساء. الأغنية تحتوي على أنوب مينون وشيلو أبراهام وفنان الأطفال أكشارا كيشور. الأغنية التي كتبها براكاش مارار ولحنها فينو توماس غناها ك. س. تشيثرا وسوديب كومار. فيديو أغنية «باثوك إنثو» يضم موهنلال وهاني روز عرضت في 16 أكتوبر.

## العرض
الفيلم الذي صدر في يوم فيجاياداشامي يوم 22 أكتوبر 2015 في أكثر من 100 مسارح في ولاية كيرلا. تم إطلاق إعلان رسمي مدته 40 ثانية في 6 أكتوبر 2015. أعطته Filmibeat.com استعراضا إيجابيا بوصفه بأنه «واعد للغاية» وأشادت بالحوار في الإعلان. في 10 أكتوبر تم الكشف عن المقطع الدعائي الرسمي على موقع يوتيوب وتلقى ردود إيجابية في وسائل الإعلام الاجتماعية. تم بيع حق الأقمار الصناعية التلفزيونية قبل النشر إلى قناة سوريا. عرض الفيلم على دي في دي في 2 يناير 2016.

## الاستقبال

### النقد
تلقى الفيلم مراجعات مختلطة من النقاد والجمهور على حد سواء. أخيلا مينون من فيلمبيبات دوت كوم صنف الفيلم 2.5 / 5 وأشاد بأداء موهنلال والتصوير ولكن كان حاسما حول تحرير الفيلم والأغاني والسيناريو. قالت: "لقد نجح المخرج بادماكومار والمشاهد السينمائي سوريش بابو في تصوير فيلم إجرامي لائق لكن السيناريو فشل في إبقاء الجمهور متفاعلا بعد نقطة وسقط في وتيرة بطيئة في مرحلة معينة". نيلسون ك. بول من ماليالا مانوراما صنف الفيلم 2.5 / 5 وخلص إلى الاستعراض قائلا: "جمرة يدعي أنه فيلم انتقامي لكن الكتابة تتعثر والثغرات كثيرة في المؤامرة وحتى لو تجاهلناها فإن الفيلم أقل من ذلك بكثير للحفاظ على اندماج المشاهدين" كما انتقد الأغاني. ناقد من Behindwoods.com صنف الفيلم 2.5 / 5 وقال: "تم بشكل مختلف هذا الفيلم اقترب من العظمة ولكن قليلا من الاستهزاء خاصة في النصف الثاني". أشاد الناقد بالإدارة الفنية لكنه وصف الموسيقى الخلفية بأن "صوتها عالي ومتناقضة وتعود إلى الثمانينيات". منح ساشين خوسيه من مجلة بوسينيس تيمس الدولية 2.5 / 5 وأشاد بأداء موهانلال "الرائع" لكنه انتقد السيناريو. قال: "على الرغم من أن الفيلم فشل في خلق تقلبات من فيلم نموذجي فقد كانت تعبيرات الوجه وإيماءات موهنلال هي التي أبقتنا مندمجين طوال الفيلم" ولاحظ أيضا "السيناريو أكثر تشددا كان من شأنه جعل الفيلم أكثر جاذبية وإعطاء المشاهدين تجربة أكثر إثارة". باريش ك. باليتشا من موقع Reiff.com صنفه 2.5 / 5 وقال "هذا الفيلم مصنوع بطريقة تقليدية من الناحية الفنية والممثلين - بقيادة موهنلال - سعوا جاهدين للنجاح" وأضاف أيضا "موهنلال يعطي أداء جهد رجل مرح الذي يتحول إلى البربرية في منتصف الفيلم". كتب تشاندراكانث فيسواناث من صحيفة انديان إكسبريس الجديدة: "كان من الأفضل أن يكون الفيلم أقل حجما من خلال إلقاء نظرة على عدد قليل من المشاهد". قال سوني ف. ماثيو من ماثروبهومي: "من خلال الامتناع عن مشاهد العمل فإن المخرج بذل قصارى جهده لجلب حرفية هوليوود وعلى جانب البرمجة الاعتماد المبالغ فيه على مصير لرواية القصة المشكوك فيها.

### شباك التذاكر
حقق الفيلم في يوم الافتتاح في كيرلا 130,000 دولار أمريكي. الفيلم جمع ما يقرب من 310,000 دولار في ثلاثة أيام من ولاية كيرلا. حقق 740,000 دولار من قاعات السينما في 14 يوما من إطلاقه.